# Pfarrkirche Klagenfurt-Annabichl

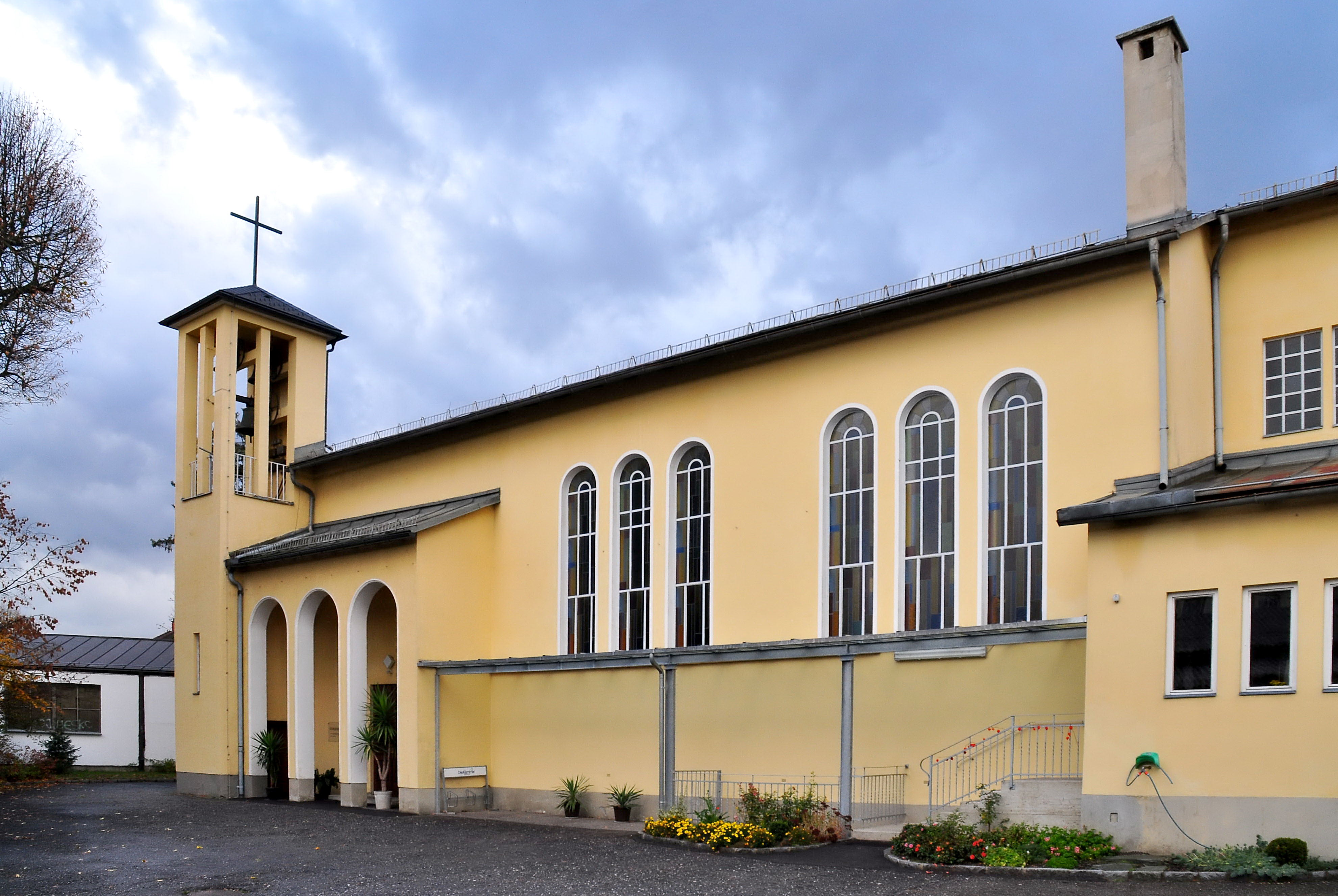
Katholische Pfarrkirche Zum Kostbaren Blut in Annabichl

Die Pfarrkirche Klagenfurt-Annabichl steht in der Thomas-Schmid-Gasse im Stadtteil Annabichl in der Stadtgemeinde Klagenfurt am Wörthersee in Kärnten. Die auf das heilige Blut Christi geweihte römisch-katholische Pfarrkirche gehört zum Dekanat Klagenfurt-Stadt in der Diözese Gurk-Klagenfurt. Die Kirche steht unter Denkmalschutz (Listeneintrag).

## Geschichte
1928 wurde in einem ehemaligen Stadel durch Missionare vom Kostbaren Blut eine Notkirche eingerichtet. 1947 erfolgte die Erhebung zur Pfarrkirche. 1964/1965 wurde die heutige Kirche erbaut.

## Architektur
Die Kirche mit einem rechteckigen Grundriss hat an der Südostecke einen angebauten Turm. Der kurze eingezogene Chor hat einen geraden Schluss und hoch angesetzte Fenster. An der West- und Ostseite sind Sakristeianbauten.
Das Kircheninnere zeigt Langhaus und Chor unter einer Flachdecke, die Langhausfenster sind rundbogig.

## Ausstattung
An der Chorwand hängt ein großes Kruzifix aus dem 17. Jahrhundert. An den Seitenwänden des Langhauses stehen barocke Figuren Erzengel Michael und Raphael mit Tobias.
Die qualitätsvolle Schnitzgruppe Maria und Verkündigungsengel schuf Anton Artl um 1760.
An der rechten Triumphbogenwand befindet sich ein Tabernakel in moderner Treibarbeit vom Goldschmied Julius Wantsch Wien 1971.